# شهرستان دوشن (یوتا)
شهرستان دوشن یکی از شهرستان‌های ایالت یوتا است. این شهرستان جمعیتی معادل ۱۸.۶۰۷ نفری داشته و مساحتش ۸/۴۳۰ کیلومترمربع است. مرکز این شهرستان، شهر دوشن بوده و بزرگ‌ترین شهرش نیز شهر روزولت است.

## پیوند
- وب‌گاه رسمی